# Flesh
Flesh é um filme de drama de 1932 em preto e branco, dirigido por John Ford (não creditado) e estrelado por Wallace Beery.

## Elenco
- Wallace Beery como Polakai
- Ricardo Cortez como Nicky
- Karen Morley como Laura
- Jean Hersholt como Senhor Herman
- John Miljan como Willard
- Herman Bing como Pepi
- Vince Barnett como Karl - Um garçom
- Greta Meyer como Senhora Herman
- Edward Brophy como Dolan - Um árbitro